# Abdelkrim Merry Krimau
Abdelkrim Merry Krimau (Casablanca, 13 de janeiro de 1955) é um ex-futebolista profissional marroquino, que atuava como atacante.

## Carreira
Abdelkrim Merry fez parte do elenco da segunda partição da Seleção Marroquina de Futebol na Copa do Mundo de 1986. 